# Râul Negrișoara, Plapcea
Râul Negrișoara este un curs de apă, afluent al râului Plapcea. 